# Grateful Dead
Grateful Dead (también conocidos como "The Dead") fue un grupo de Folk rock estadounidense influido por la psicodelia. El grupo fue creado en 1965 por integrantes de "Mother McCree's Uptown Jug Champions" y "The Soul Warlocks". Grateful Dead se dieron a conocer gracias a su estilo de composición único y ecléctico –que fusionaba elementos del rock, folk, bluegrass, blues, country y jazz.
Algunos de los fanáticos del grupo les siguieron de concierto en concierto durante años. Estos seguidores, denominados "Deadheads" ('cabezas muertas'), fueron conocidos por su dedicación a la música del grupo.
Sus influencias musicales variaron ampliamente, basándose en la música psicodélica de la época, combinándola con blues, jazz, rock y bluegrass. Estas distintas influencias fueron destiladas en un todo diverso y psicodélico que convirtió a Grateful Dead en "los padrinos pioneros del mundo de las bandas de improvisación (jambands)".
Su último concierto fue el 9 de julio de 1995 en el estadio Soldier Field de Chicago. Con motivo del fallecimiento del cantante y guitarrista Jerry Garcia el mes siguiente, los demás miembros anunciaron la disolución de la banda a finales del año. Desde entonces, los distintos miembros se reunieron para realizar giras en distintas formaciones como "The Other Ones" (en 1998, 2000 y 2002) y The Dead (2003, 2004 y 2009). Otras formaciones basadas en los exmiembros de Grateful Dead incluyen "RatDog", "Phil Lesh and Friends" y "Rhythm Devils".
A principios de 2015, se anunció la celebración de tres conciertos con motivo del 50 aniversario de la fundación de la banda, conciertos que se celebrarían precisamente en el estadio Soldier Field, el mismo lugar donde realizaron su último concierto.

## Historia

### Formación
Grateful Dead comenzaron su carrera en Palo Alto, California, con el nombre de The Warlocks (Los Brujos); nombre que tuvieron que cambiar para conseguir un contrato discográfico debido a que otra banda (como dato interesante, se trataba de la futura The Velvet Underground) estaba ya grabando bajo ese nombre. Finalmente se trasladaron a la zona de Haight-Ashbury, en San Francisco. Muchas bandas de esta zona, como Jefferson Airplane, Big Brother and the Holding Company y Santana, llegaron a la fama nacional, dándole a San Francisco la imagen de capital de la contracultura hippie de la época. De todas estas bandas, los componentes de Grateful Dead eran los que gozaban del más alto nivel musical, incluyendo a Jerry Garcia a la guitarra y banjo, el músico de blues Ron "Pigpen" McKernan en armónica y órgano, el bajista Phil Lesh (proveniente de la música clásica) y Bill Kreutzmann a la batería, muy influido por el jazz bebop. Grateful Dead personificaba "todos los elementos de la escena de San Francisco y llegaron, consecuentemente, a ser los representantes de la contracultura en el resto de su país".

### Nombre
El nombre "Grateful Dead" ('Muertos Agradecidos') fue escogido aleatoriamente de un diccionario. Algunos dicen que fue un Funk & Wagnalls, otros un Oxford Dictionary, pero citando la biografía de Phil Lesh (pág. 62) "...Jer (Garcia) tomó un viejo Britannica World Language Dictionary [...] (y) [...] con aquella voz élfica plateada me dijo, 'Eh, COMPA, qué tal the Grateful Dead?'"

### Novedoso sonido

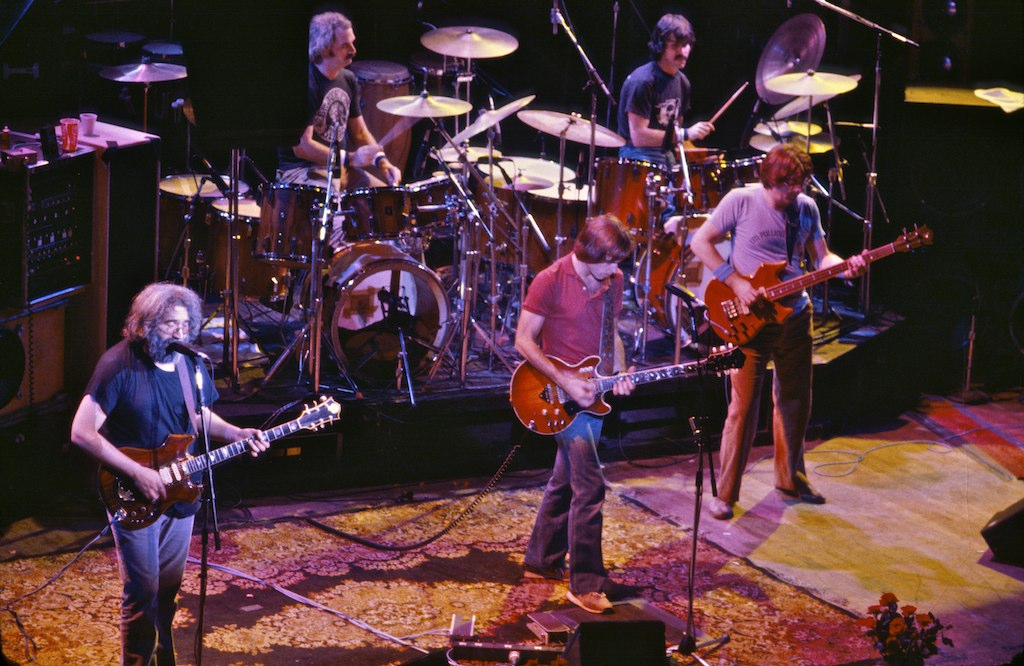
The Grateful Dead en 1980. Izquierda a Derecha: Jerry Garcia, Bill Kreutzmann, Bob Weir, Mickey Hart, Phil Lesh.

Grateful Dead se formó en la época en la que grupos como los Beatles y los Rolling Stones dominaban el panorama musical. La estrella consolidada de la escena de folk Bob Dylan había editado recientemente un par de grabaciones de instrumentación eléctrica. Los componentes de Grateful Dead han mencionado que fue tras acudir a un concierto del grupo neoyorquino de "folk-rock" "The Lovin' Spoonful" que decidieron "pasarse a la eléctrica". Gradualmente, muchos de los músicos de folk de la costa este americana, se estaban decantando hacia la eléctrica. Era natural que Jerry Garcia y Bob Weir, que estuvieron inmersos en el revival de la música folk americana de finales de los 50 y principios de los 60, estuvieran abiertos a las guitarras eléctricas. Pero la música de Dead era también distinta en esencia de la de cantautores como Dylan y grupos como los Byrds o los Spoonful, en parte porque su socio musical Phil Lesh procedía de un entorno de escuela clásica y electrónica, mientras que Ron "Pigpen" McKernan era un amante incondicional del blues negro profundo y el batería Bill Kreutzmann procedía del jazz de vanguardia. Escuchando su primer LP (The Grateful Dead, Warner Brothers, 1967) producido por Dave Hassinger, se percibe que fue grabado solo unos años después de la moda de la surfing music, en la cual el sonido del rock de California se rezumaba.
La música primeriza de Grateful Dead (a mediados de los 60) fue parte del proceso del establecimiento de lo que fue la "música psicodélica", pero la suya era en esencia una versión "callejera" y "cruda" de ésta. Esto era natural, puesto que tocaban en fiestas psicodélicas, eventos en parques al aire libre, y fiestas privadas en el Haight-Ashbury. Los Dead no tendían a encajar su música en un estilo determinado como el pop, rock, blues, folk rock o country/western. Melodías individuales de entre su repertorio podrían identificarse bajo uno de estos sellos estilísticos, pero en conjunto su música se inspiró en todos estos géneros y más, con frecuencia mezclando varios de estos. A menudo (tanto en directo como en grabaciones) Dead dejaban lugar a escapadas musicales exploratorias, espaciales, una forma de psicodelia que estaría a medio camino entre extraña y exóticamente bella. Muchos entendidos creen que el auténtico espíritu de Grateful Dead no solía quedar bien captado en estudio.
Las grabaciones más antiguas reflejaban el repertorio en directo de Dead –jams instrumentales largas con solos de guitarra de Garcia, ejemplificadas perfectamente en "Dark Star"– pero en ausencia de la energía de las actuaciones, no obtuvieron muchas ventas. El álbum en directo Live/Dead de 1969 capturó más de su esencia, pero el éxito comercial no les llegó hasta Workingman's Dead y American Beauty, ambos publicados en 1970. Estas grabaciones ofrecían más respaldo acústico y estructuras de canciones tradicionales.
Así como la banda, y su sonido, maduró tras treinta años de actuar y grabar, la aportación estilística de cada miembro si fue haciendo más definida e identificable. Lesh, trompetista de formación clásica con extenso pasado en teoría musical, en lugar de tender hacia melodías blues optaba más por líneas más melódicas, sinfónicas y complejas. Weir, tampoco era un guitarrista rítmico al estilo clásico, estaba claramente influenciado por el jazz y dejó su impronta claramente hacia finales de la vida de la banda. Los dos baterías, Hart y Kreutzmann desarrollaron un juego único y complejo, combinando el golpe firme de Kreutzmann con los estilos percusivos externos al rock clásico de Hart. El hilo conductor de Garcia era fluido, flexible con un carácter especial debido a su digitación de banjo. También hay que destacar la aportación de Bob Weir como vocalista y compositor de muchos de los temas, además de llevar el hilo conductor en las actuaciones.
Los primeros letristas de la banda, Robert Hunter y John Perry Barlow, incluyeron temas comunes como amor y desamor, vida y muerte, juego y asesinato, belleza y horror, caos y orden, Dios y temas religiosos, viajes, etc. Ideas menos frecuentes fueron el medio ambiente e incluso la política.

### Reconocimiento comercial

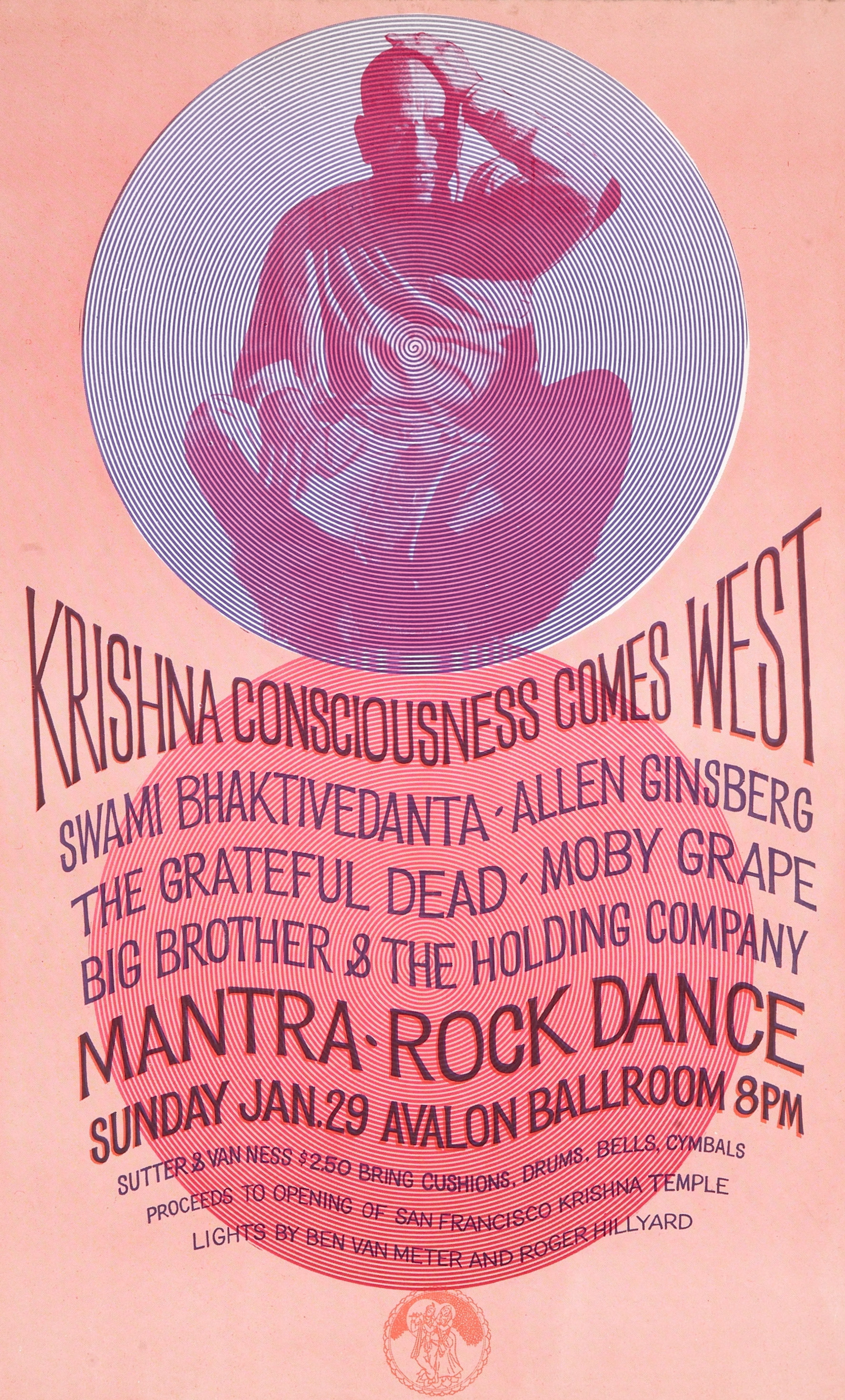
Póster promocional del Mantra-Rock Dance incluyendo a Grateful Dead

Luego de la gira Europe '72, la salud de Pigpen se deterioró tanto que no pudo continuar girando con la banda. Su aparición final en vivo fue en el Hollywood Bowl, en Los Ángeles, en 1972.
La muerte de Pigpen representó un fuerte golpe, sin embargo la agrupación continuó con nuevos músicos. También formaron rápidamente su propio sello discográfico: Grateful Dead Records. A finales de ese mismo año lanzaron Wake of the Flood, el cual se convirtió en su disco más exitoso hasta la fecha. En 1974 lanzan From the Mars Hotel. Luego de la salida al mercado del disco, Grateful Dead deciden darse un descanso de las giras.
En septiembre de 1975, the Dead lanzan su octavo álbum de estudio, Blues for Allah. Volvieron a girar en julio de 1976. Ese mismo año, firmaron nuevamente con Arista Records. Su nuevo contrato produjo el disco Terrapin Station en 1977. Aunque todo parecía ir bien en el seno de la banda, se empezaron a presentar problemas con sus dos nuevos músicos, Keith y Donna Jean Godchaux. Mientras realizaban giras a finales de los 70, la banda empezó a usar crack. Donna tenía problemas de vocalización frecuentes en las actuaciones en vivo, y Keith se volvió adicto a las drogas fuertes. Estos problemas los llevaron a ambos a dejar la agrupación en 1979.
Tras la salida de los Godchauxs, Brent Mydland se unió como teclista y cantante. Los Godchauxs formaron luego la banda Heart of Gold Band, antes de la muerte de Keith en un accidente de auto en 1980. Mydland fue el teclista de Grateful Dead por 11 años hasta su muerte por sobredosis de narcóticos en julio de 1990, convirtiéndose en el tercer teclista en fallecer.
Durante los ochenta la salud de Jerry Garcia empezó a debilitarse. Su fuerte adicción a las drogas le provocaron una actitud más apática en el escenario. Después de recuperarse de sus adicciones en 1985, Garcia sufrió un coma diabético en julio de 1986. Después de su recuperación, la banda lanzó el disco In the Dark en julio de 1987, el cual resultó ser su disco más vendedor, y colocando al sencillo "Touch of Grey" en lo alto de las listas. Ese mismo año, la banda se fue de gira con Bob Dylan, y se grabó el disco en directo Dylan & the Dead.
Inspirados por la buena salud de Jerry y por el éxito conseguido con In the Dark, la banda experimentó una revitalización a finales de los ochenta y comienzos de los noventa. Sin embargo, la muerte de Mydland en 1990 volvió a traer problemas. Tuvieron que unirse Vince Welnick, teclista de the Tubes, y Bruce Hornsby, exmúsico de la banda Range. Welnick murió en el 2006, aparentemente por suicidio.

### Disolución y continuación
Aunque renegaba bastante de ello, Jerry Garcia era el líder indiscutible de la banda y su razón de ser. Garcia era un personaje carismático, complejo, que simultaneaba la composición y ejecución de gran resonancia de su música con una vida personal a menudo autodestructiva, llena de excesos, drogas, fracasos financieros y tres matrimonios fatalmente fracasados.
La infancia de Garcia estuvo profundamente marcada por la tragedia. Con cinco años fue testigo del ahogamiento de su padre pescando en el Russian River. Anteriormente, con cuatro años, en otro accidente perdió parte del dedo corazón de su mano derecha jugando con su hermano. Finalmente, siendo joven, se vio involucrado en un fatal accidente de tráfico en el que murió su íntimo amigo y él salvó la vida de milagro.
Esta serie de pérdidas, junto con el impacto de las drogas y la fama, hizo una personalidad única, bipolar y sin raíces. A su mejor lado, voluntad para experimentar e improvisar que hace de su música una perspectiva e inventiva única y brutal. En su peor cara, especialmente hacia el final de su vida, la frustración y presión de mantener Grateful Dead a flote en su constante girar y tocar en directo que le llevó a un comportamiento autodestructivo, catártico que contribuyó a su prematuro final, muerto a la temprana edad de 53 años en un centro de desintoxicación.

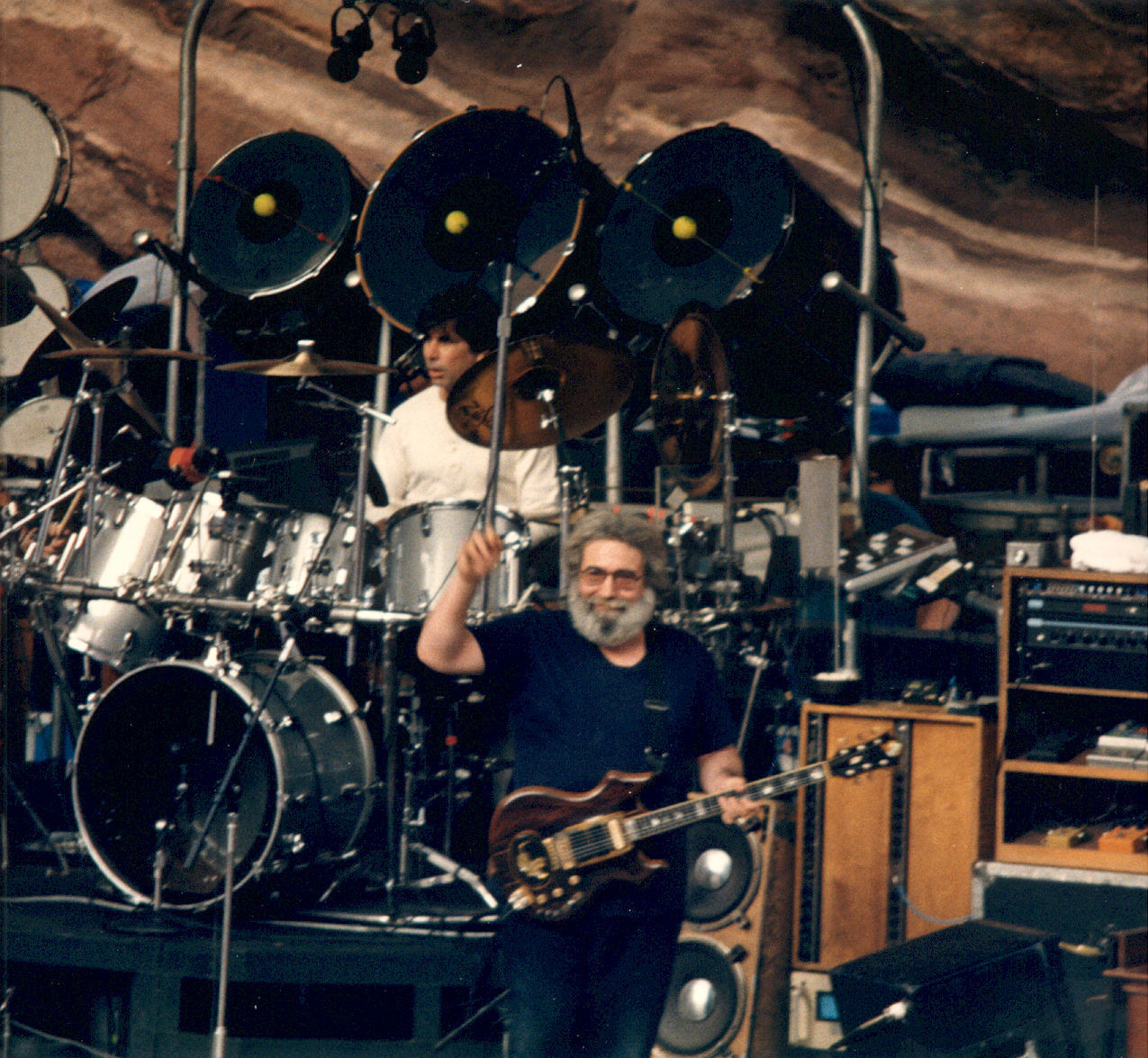
Grateful Dead en el Red Rocks Amphitheatre en 1987: Jerry Garcia (guitarra), Mickey Hart (batería).

Tras la muerte de Jerry Garcia en agosto de 1995 lo restantes componentes de la banda decidieron disolverla. Los principales componentes iniciaron sus carreras en solitario, siendo los más notables los Ratdog de Bob Weir, Phil Lesh and Friends y la música de Mickey Hart para los Juegos Olímpicos de 1996.
En junio de 1996 Bob Weir (con Ratdog), Mickey Hart (con su Mystery Box), junto con Bruce Hornsby (con su banda) se unieron a otras cinco formaciones y giraron como el "Furthur Festival". En el Festival Furthur de 1998, Weir, Hart y Hornsby se unieron a Phil Lesh para formar una nueva banda llamada The Other Ones. The Strange Remain sería la grabación del grupo en la actuación de ese mismo año. La formación del mismo variaría notablemente con la incorporación de Bill Kreutzmann, las idas y venidas de Lesh, y la marcha de Bruce Hornsby para iniciar su carrera en solitario; para el 2002 la banda se asentaría con una formación definitiva.
Phil, Bobby y Donna Jean cantarían el himno nacional en el Candlestick Park el 30 de septiembre de 1999. Según Ron Kroichick del San Francisco Chronicle, "estos ex-miembros de Grateful Dead tocaron el himno con eficiencia, durante 1 minuto y 27 segundos. Jerry habría estado orgulloso."
El tour de The Other Ones en el 2002 comenzó con dos gigantescos shows en el Alpine Valley y continuó en el Anfiteatro Shoreline y un completo otoño e invierno culminando con el show de Nochevieja en Oakland donde tocaron "Dark Star" entre otras favoritas de los fanes. La gira que incluía a Bob, Bill, Phil y Mickey fue tan exitosa que decidieron que el nombre no era el más apropiado. El 14 de febrero de 2003 cambiaron el nombre por el de The Dead, manteniendo "Grateful" en el recuerdo de Jerry. La banda aceptó en sus filas a Jeff Chimenti a los teclados, Jimmy Herring a la guitarra y Warren Haynes a la guitarra y voces como parte del grupo en su gira de 2004.
En ese mismo 2004, la revista Rolling Stone clasificó a Grateful Dead en la lista de 100 Mejores Artistas de Todos los Tiempos en el puesto 55.º.
El 24 de septiembre de 2005 la Fundación Rex de la familia Grateful Dead, sin Phil Lesh que declinó la invitación para atender a hijo en Standford, le hizo un homenaje a Jerry Garcia en el Greek Theater. Su ausencia llevó a la especulación de un cisma en la banda, exacerbada por la altamente anunciada debacle de la descarga en Arhive.org, provocando fuertes tensiones dentro de la comunidad.
Aunque se difundieron las diferencias de opinión entre varios miembros de la banda, Phil Lesh aclaró públicamente que era el resultado de mala comunicación de sus asesores.
Lesh dijo al respecto: "Bobby es mi hermano y le quiero incondicionalmente. Es un hombre muy generoso y ha sido injustamente juzgado en este tema."
En mayo del 2006 Lesh anunció el comienzo el inicio de un tour veraniego de nuevo como "Phil Lesh & Friends".
El 19 de agosto tocarían juntos Bob Weir, Donna Jean Godchaux, Mickey Hart y Bill Kreutzmann.
El 4 de enero de 2007, en una gala inaugural, Bob, Bill, Mickey Hart y Bruce Hornsby, tocando como Your House Band tocaron temas clásicos de Grateful Dead. El 10 de febrero recibirían como Grateful Dead un Grammy a toda una vida, que fue recogido por Mickey Hart y Bill Kreutzmann.

## Giras

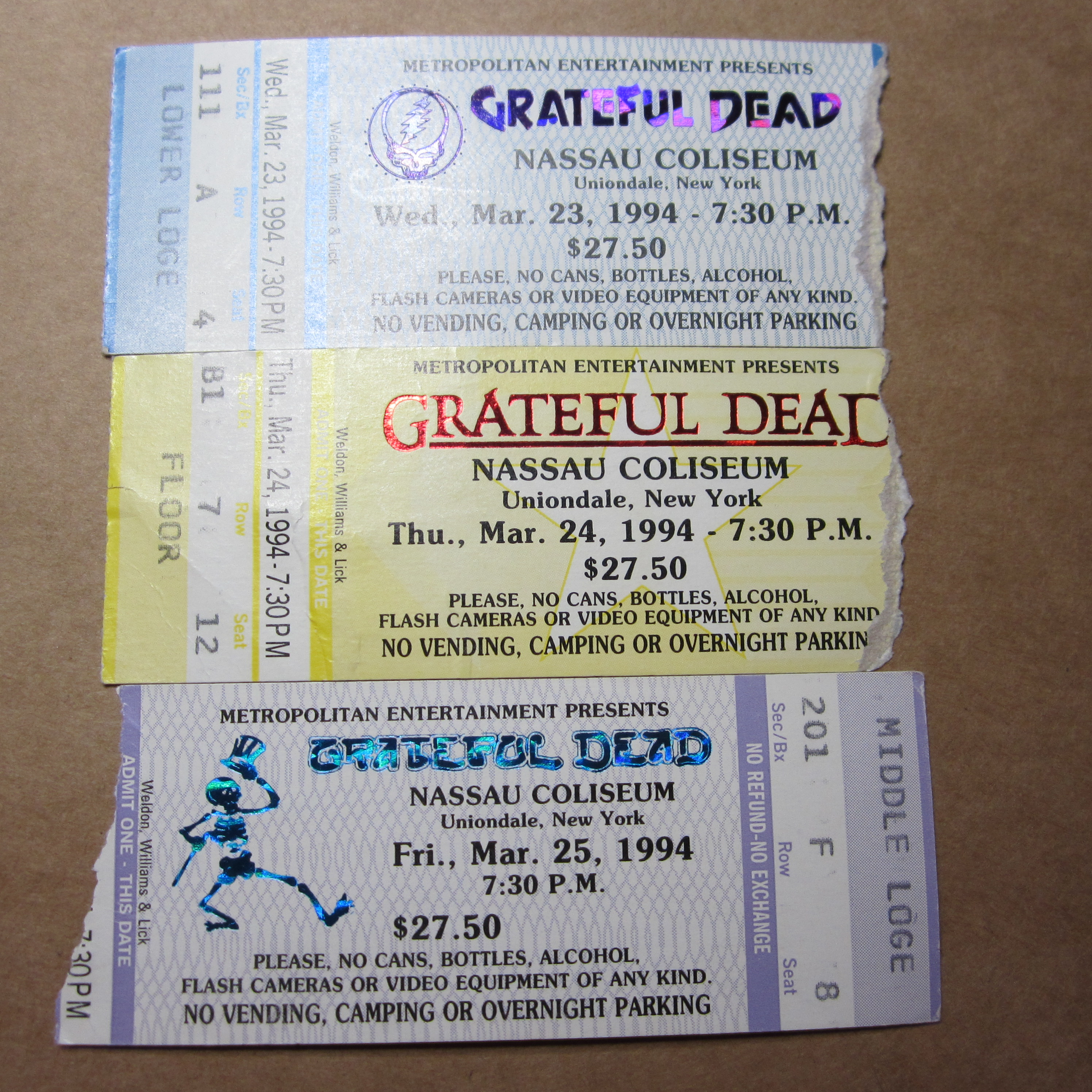
Entradas para Grateful Dead en el Nassau Coliseum en 1994

Grateful Dead son muy conocidos por sus constantes giras a lo largo de su extensa trayectoria musical. Promovían el sentimiento de comunidad entre sus fanes, conocidos como Deadheads, muchos de los cuales seguían sus giras durante meses e incluso años. En los primeros años, la banda se comprometió también con su comunidad, la zona de Haight-Ashbury en San Francisco, proporcionando comida, alojamiento, música y atención médica gratuitos a todos sus contendientes; ellos fueron los "primeros en entregarse de forma altruista a la cultura hippie, ofreciendo 'más conciertos gratuitos que ninguna otra banda en la historia de la música'".
Con la excepción de 1975, período durante el cual la banda estuvo en "descanso" y actuó solamente en cuatro ocasiones, Grateful Dead dieron giras regularmente por Estados Unidos desde invierno de 1965 hasta el 9 de julio de 1995, con unas cuantas visitas a Canadá, Europa y tres noches en la Gran Pirámide de Guiza de Egipto en 1978. (También apareció en el legendario Monterey Pop Festival en 1967 y en el todavía más famoso Woodstock Festival en 1969; su concierto con mayor audiencia fue en 1973, junto con The Allman Brothers Band y The Band, ante 600.000 personas estimadas en el Summer Jam at Watkins Glen).
Sus numerosos álbumes de estudio se componen generalmente de canciones nuevas que habían tocado previamente en directo. La banda era famosa por sus jams prolongadas, que congregaban tanto improvisación individual como una distintiva improvisación con "mentalidad de grupo", donde cada uno de los miembros improvisaba individualmente, a la par que se mezclaba con una unidad musical cohesionada, a menudo desencadenando vuelos de improvisacionalidad extravagante. Un sello propio de sus directos eran los sets de música continuos, en los cuales cada canción terminaba mezclándose con la siguiente (un segue). Musicalmente esto se podría ilustrar como si la banda no solo improvisara con la forma de una canción concreta, sino que además lo hiciera con la forma global.

### Muro de sonido
El muro de sonido ("Wall of Sound") era un enorme sistema de sonido diseñado específicamente para Grateful Dead. El grupo nunca quedaba satisfecho con los sistemas propios de los locales donde tocaban, entre ellos el prestigioso Fillmore East, manejado por Bill Graham; así que en sus inicios, el técnico de sonido Owsley "Bear" Stanley les diseñó una PA y un sistema de monitorado. Los sistemas de sonido de Stanley eran delicados y remilgados, teniendo que detener conciertos frecuentemente debido a causas técnicas. Tras la encarcelación de Stanley por producción de LSD en 1970, el grupo volvió a utilizar durante un breve tiempo unos PA locales, hasta que les parecieron menos fiables aún que los sistemas concebidos por su técnico. En 1971 compraron a Alembic Inc. Studios su primer sistema de sonido sólido. A raíz de esto, Alembic jugaría un rol integral en la investigación, desarrollo y producción del muro de sonido. El grupo también contrató a Dan Healy aquel año en lo que sería un cambio hacia una base permanente; Healy era mucho mejor ingeniero que Stanley y continuó mezclando los directos de Grateful Dead hasta 1993.

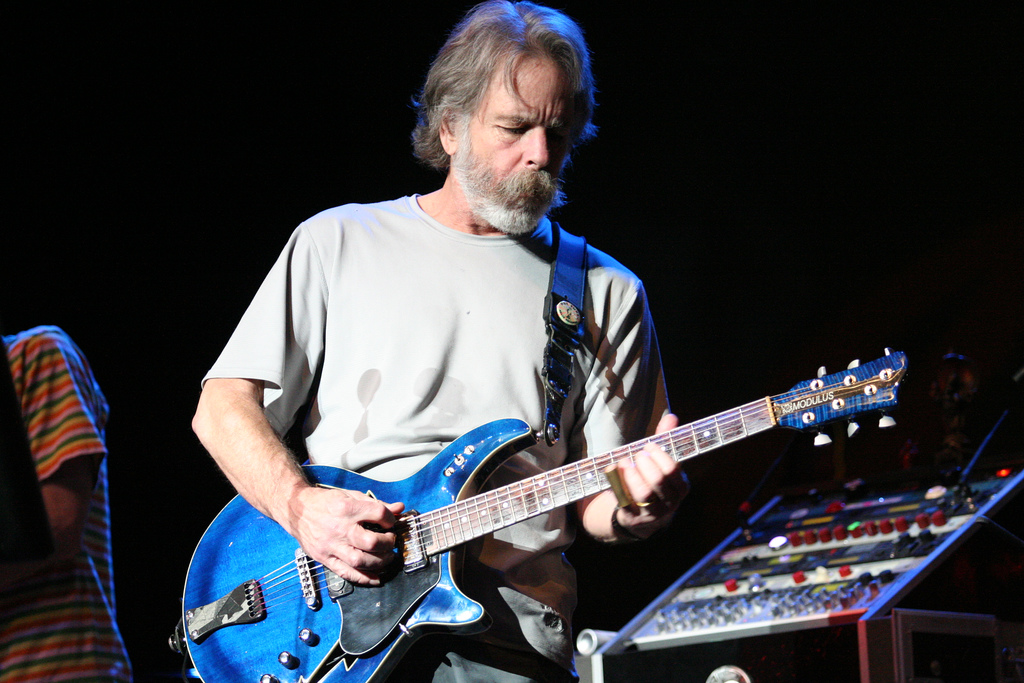
Bob Weir en vivo en el 2007, tocando una guitarra Modulus G3FH

La razón que llevó al desarrollo del muro de sonido era conseguir un sistema de sonido libre de distorsión que funcionara al mismo tiempo como sistema de monitorado. Tras la liberación de Stanley de la prisión a finales de 1972, este, junto con Dan Healey, Mark Raizene del personal de sonido de Grateful Dead, y Ron Wickersham, Rick Turner y John Curl de Alembic Inc lo consiguieron combinando once sistemas de sonido independientes. Voces, guitarra solista, guitarra rítmica y piano disponían de su propio canal y conjunto de altavoces. El bajo de Phil Lesh era cuadrafónico, con cada una de sus cuerdas asignada a un canal y conjunto de altavoces propio. Un canal amplificaba el bombo, y dos más amplificaban el resto de la batería en estéreo. Debido a que cada altavoz emitía el sonido de solo un instrumento o voz, el sonido era excepcionalmente claro y no se producía distorsión por intermodulación de instrumentos.
El muro de sonido fue diseñado para servir como sistema de monitorado propio, y consecuentemente se montaba detrás del grupo, de forma que sus miembros pudieran escuchar exactamente lo mismo que escuchaba la audiencia. Debido a esto, se tuvo que diseñar un sistema especial de microfonía para evitar el feedback. Dead utilizaba agrupaciones de pares de micrófonos condensadores separados 60 mm entre ellos y desincronizados. El cantante cantaba en el micrófono más alto, y el bajo captaba cualquier otro sonido presente en el entorno. Las señales se sumaban, y se cancelaba el sonido que era común a ambos micros (el sonido del muro), amplificando solo las voces.
El Muro de Sonido empleaba 89 amplificadores a transistores de 300 vatios y tres a válvulas de 350 vatios para generar un total de 26.400 vatios de potencia. Era capaz de producir sonido audible a un cuarto de milla y un sonido excelente hasta los 600 pies, distancia a partir de la cual se empezaba a distorsionar a causa del viento. Fue el sistema de sonido portátil más grande jamás construido (aunque "portátil" es un término relativo). Se necesitaban cuatro camiones y 21 miembros del personal para transportar y ensamblar el muro de 75 toneladas
Aunque el montaje inicial y una especificación rudimentaria del sistema se desarrollaron en febrero de 1973, Grateful Dead no empezó a dar giras con el sistema completo hasta un año después, en 1974. El muro de sonido era muy eficiente para su época, pero tenía sus inconvenientes, además de un tamaño exagerado. El teclista Ned Lagin, que estuvo de gira con el grupo durante 1974, nunca dispuso de una entrada exclusiva en el sistema, viéndose forzado a utilizar el subsistema de voces como amplificación. Como el sistema de voces se modificaba a menudo, muchas de las partes de Lagin se perdían en las mezclas. El formato cuadrafónico del Muro nunca se registró correctamente a las cintas de grabación de ese período, quedando el sonido comprimido en un formato estéreo poco natural.
El elevado coste de combustible y personal, así como las fricciones con muchos miembros del personal, contribuyeron al "retiro" de la banda en 1974. El Muro de Sonido fue desmontado, y cuando Dead volvieron de gira en 1976, lo hicieron con un sistema de sonido más práctico en cuanto a logística.

### Deadheads
Muchos de sus fanes, comúnmente conocidos como Deadheads (en español: cabezas muertas), seguían las giras de la banda. A diferencia de muchos otros grupos, Grateful Dead animaban a sus fanes a grabar sus conciertos. Durante muchos años, casi todas sus actuaciones tenían secciones dedicadas a la grabación. La banda permitía que las grabaciones de sus conciertos se compartieran, siempre y cuando no se obtuvieran beneficios vendiéndolas. En los años 80, el grupo llegó al top 40 con la canción "Touch of Grey" (del álbum In the Dark), captando nuevos fanes mucho más jóvenes y típicos a los que se consideraba muy distintos a los Deadheads tradicionales. Los fanes más asentados denominaron a estos nuevos seguidores "Touchheads", en referencia a su relativa inexperiencia con el grupo. A finales de los 80 y durante los 90 Grateful Dead atrajeron a tantos nuevos seguidores que muchos de los antiguos Deadheads empezaron a dudar si la gente iba a los conciertos para ver al grupo, o simplemente para formar parte de la atmósfera. Cualesquiera que fueran sus diferencias, los Deadheads son considerados a menudo como los fanes más devotos en el mundo del rock.
La zona de aparcamiento de un concierto de Grateful Dead era una parte importante del concierto en sí. Se podían encontrar objetos en venta en muchos de los coches aparcados, desde sándwiches de queso fundido hasta brebajes "especiales" y globos nitrosos. Algunos deadheads se financiaban las giras vendiendo estos objetos. Los asistentes al concierto se congregaban normalmente en el aparcamiento horas antes de la actuación, tocando la guitarra y tomando drogas. Después de un concierto, un deadhead podría hacerse fácilmente con un sándwich de queso fundido cocinado en la puerta de una furgoneta VW con una estufa de campamento por un hippie amistoso.

### Conciertos editados

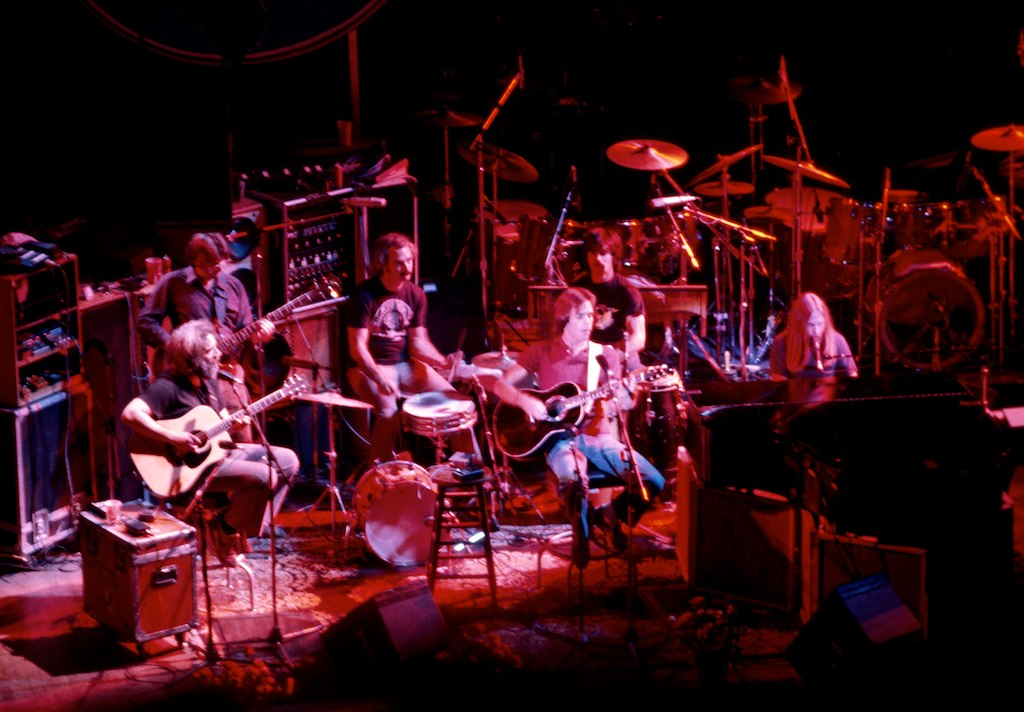
Un recital acústico en el Warfield Theatre en San Francisco en 1980. Izquierda a derecha: Garcia, Lesh, Kreutzmann, Weir, Hart, Mydland.

Desde 1991, Grateful Dead editaron numerosas actuaciones en directo de sus archivos, en dos series concurrentes: la serie From the Vault son remezclas multipista, mientras que la serie Dick's Picks (que debe su nombre al último archivista de la banda, Dick Latvala) está basada en remezclas de dos pistas tomadas en tiempo de grabación. Ha habido por lo menos 36 publicaciones de las series Dick's Picks (hasta noviembre de 2005). Se publicó una serie de videos aparte, iniciada con View From the Vault (grabado en Pittsburgh el 8 de julio de 1990 en el Rivers Stadium) y View From the Vault II (grabado en Washington D. C. el 14 de junio de 1991 en el RFK Stadium); estas publicaciones vienen acompañadas de la edición simultánea equivalente en CD. Las tres series continúan publicándose actualmente.
En verano de 2005 Dead empezaron a ofrecer versiones descargables de ambas series de directos, y una nueva serie exclusivamente a través de Internet, The Grateful Dead Download Series, que solo está disponible a través de su propia GDStore.com (que ofrece los álbumes tanto en ficheros mp3 a 256 Kbps como en FLAC, un estándar de audio preferido por aquellos que coleccionan Dead y otras compilaciones de directos hechas por fanes en Internet) e iTunes Music Store (que los ofrece a 128 Kbps en formato AAC). Estos álbumes de venta exclusiva en Internet han alcanzado el mismo éxito que sus equivalentes en CD.
En noviembre de 2005, los managers de Dead indignaron a sus fanes cuando solicitaron a los operadores del popular Internet Archive (archive.org) que dejaran de publicar descargas de sus conciertos, y ofrecieran en su lugar únicamente grabaciones en streamcast. El portavoz del grupo, Dennis McNally, afirmó que tal repositorio "no representa los valores de Grateful Dead" ya que no fomentaba las conexiones "uno a uno" entre fanes. De todos modos, David Gans, anfitrión del programa de radio "The Grateful Dead Hour", especula que la banda está motivada por el dinero, remarcando que "cuando estaban ganando 50 millones de dólares al año en la carretera, no había demasiada presión para beneficiarse de sus archivos".
La eliminación de los conciertos de Dead de Archive.org generó una tormenta de protestas, además de un boicot al resto de productos comerciales de la banda que se difundió rápidamente. Varios días tras el anuncio de que todos los conciertos habían sido eliminados, Brewster Kahle de Archive.org anunció de forma críptica que las grabaciones en directo del público volverían a estar disponibles, pero que las denominadas "board tapes" (grabaciones de mesa) solo estarían disponibles a través de streaming audio. Kahle afirmó que todo había sido un "malentendido", pero John Perry Barlow, uno de los letristas del grupo, afirmó que los conciertos habían sido restaurados después de que varios miembros del grupo replantearan su postura anterior al darse cuenta de que habían creado una "catástrofe" de sus relaciones de públicas.

## Componentes

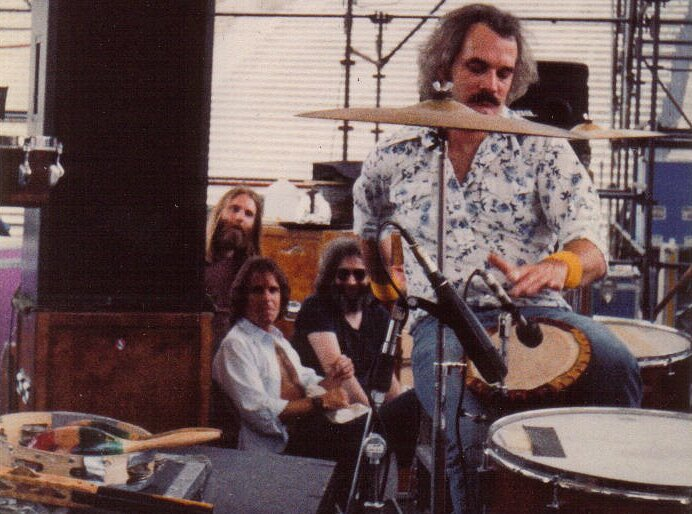
Miembros de Grateful Dead a comienzos de los ochenta: Brent Mydland, Bob Weir y Jerry Garcia observan a Bill Kreutzmann tocar la batería.

El líder del grupo, Jerry Garcia, era el guitarrista principal. A pesar de que tanto el público como los medios lo veían como el 'líder' o portavoz principal de Grateful Dead, él se mostraba reacio al respecto, considerando que tanto él como los demás miembros del grupo eran participantes ecuánimes y contribuidores por igual a su creatividad y música colectiva. Jerry nació en San Francisco y creció en el distrito de Excelsior. Una de sus principales influencias en su estilo musical era el bluegrass, y Garcia también tocaba –el banjo, su otro gran instrumento amado– en la banda de bluegrass "Old & in Way", con el mandolinista David Grisman. Con una formación clásica, el trompetista Phil Lesh tocaba el bajo. Bob Weir, el miembro original más joven del grupo, tocaba la guitarra rítmica. Ron "Pigpen" McKernan tocaba el órgano, la armónica y también fue vocalista del grupo hasta poco antes de su muerte en 1973, a la edad de 27. Todos los miembros de Grateful Dead previamente mencionados cantaban en las canciones, a pesar de que ninguno de ellos tenía una voz particularmente fuerte o melodiosa. Bill Kreutzmann tocaba la batería, y en 1968 se le unió un segundo batería, el neoyorquino Mickey Hart, que tocaba además una amplia gama de instrumentos de percusión. Hart dejó Grateful Dead en 1971, avergonzado por la mala gestión económica de su padre, el manager Lenny Hart, y dejando a Kreutzmann nuevamente como percusionista solista.
Hart volvió en 1975. Tom "TC" Constanten estuvo al teclado harpsichord (se le puede apreciar su maestría en el bello y aureal tema "Mountains Of The Moon" del LP Aoxomoxoa) junto a Pigpen desde 1968 hasta 1970. Dos años después, a finales de 1971, otro teclista se unió a Pigpen, Keith Godchaux, tocando el piano y el clave junto al Hammond B-3 de Pigpen. A principios de 1972, la esposa de Keith, Donna Jean Godchaux, entró como corista. Keith y Donna dejaron el grupo en 1979 y Brent Mydland entró como teclista y vocalista. Keith Godchaux murió en un accidente de coche en 1980, Brent Mydland ejerció como teclista durante 11 años hasta que murió en 1990, convirtiéndose en el tercer teclista fallecido. Casi inmediatamente el teclista de The Tubes, Vince Welnick, entró como teclista y corista. Durante un año y medio, Welnick solía estar acompañado de Bruce Hornsby al piano como invitado especial. Robert Hunter y John Perry Barlow fueron los principales letristas de la banda. Owsley "Bear" Stanley fue el técnico de sonido de Grateful Dead durante muchos años y también uno de los principales proveedores de LSD.

## Discografía
Álbumes de estudio
| - The Grateful Dead (1967) - Anthem of the Sun (1968) - Aoxomoxoa (1969) - Live/Dead (1969) - Workingman's Dead (1970) - American Beauty (1970) - Grateful Dead (1971) - Europe '72 (1972) - History of the Grateful Dead, Volume One (Bear's Choice) - (1973) - Wake of the Flood (1973) - From the Mars Hotel (1974) | - Blues for Allah (1975) - Steal Your Face (1976) - Terrapin Station (1977) - Shakedown Street (1978) - Go to Heaven (1980) - Reckoning (1981) - Dead Set (1981) - In the Dark (1987) - Dylan & the Dead (1989) - Built to Last (1989) - Without a Net (1990) |